# Rafailo Kalik
Rafailo Kalik (srbsko Рафаило Калик, latinizirano: Rafailo Kalik), srbski pravoslavni duhovnik, * 14. december 1940, Skradin.
Je iguman samostana Morača avtokefalne Srbske pravoslavne cerkve.

## Kariera
Arhimandrit Rafailo (Kalik) se je rodil pobožnim staršem 14. decembra 1940 v Skradinu na Hrvaškem. Osnovno šolo je končal v domačem kraju.
Leta 1964 je končal samostansko šolo v samostanu Ostrog. Zaobljubil se je 4. avgusta 1964 v samostanu Ostrog pri črnogorsko-primorskem metropolitu Danilu Dajkoviću in prejel meniško ime Rafailo. V hierodiakona in hieromonaha posvečen 10. januarja 1965. Od 1. januarja 1982 je iguman samostana Morača.
28. avgusta 2007 mu je cetinjski nadškof metropolit črnogorsko-primorski Amfilohije Radović podelil naziv arhimandrita. 27. novembra 2021 je praznoval 40-letnico igumanstva v samostanu Morače.